# 平知章
平 知章（たいら の ともあきら）は、平安時代後期の平家一門の武将。平知盛の長男。怪力で知られた。

## 略歴
寿永2年（1183年）の平家都落ちに伴って西海へ。寿永3年（1184年）2月の一ノ谷の戦いでは、父・知盛に従い、源氏方の源義経軍と戦闘。『平家物語』の「知章最期」によると、全軍総崩れの中、知盛と知章、郎党の監物太郎頼方の主従三騎で敗走。海岸に出たところを、源氏方の児玉党に追い付かれ、交戦。児玉党の大将が知盛に組付くところに割って入り、児玉党の大将を討ち取ったが、周囲の武士に囲まれて壮絶な最期を遂げた。享年16。そのおかげで生き延びた知章の父である知盛は、「どんな親が息子を助けないで逃げるだろうか」と自分を責め、さめざめと泣いたという。

## 画像集

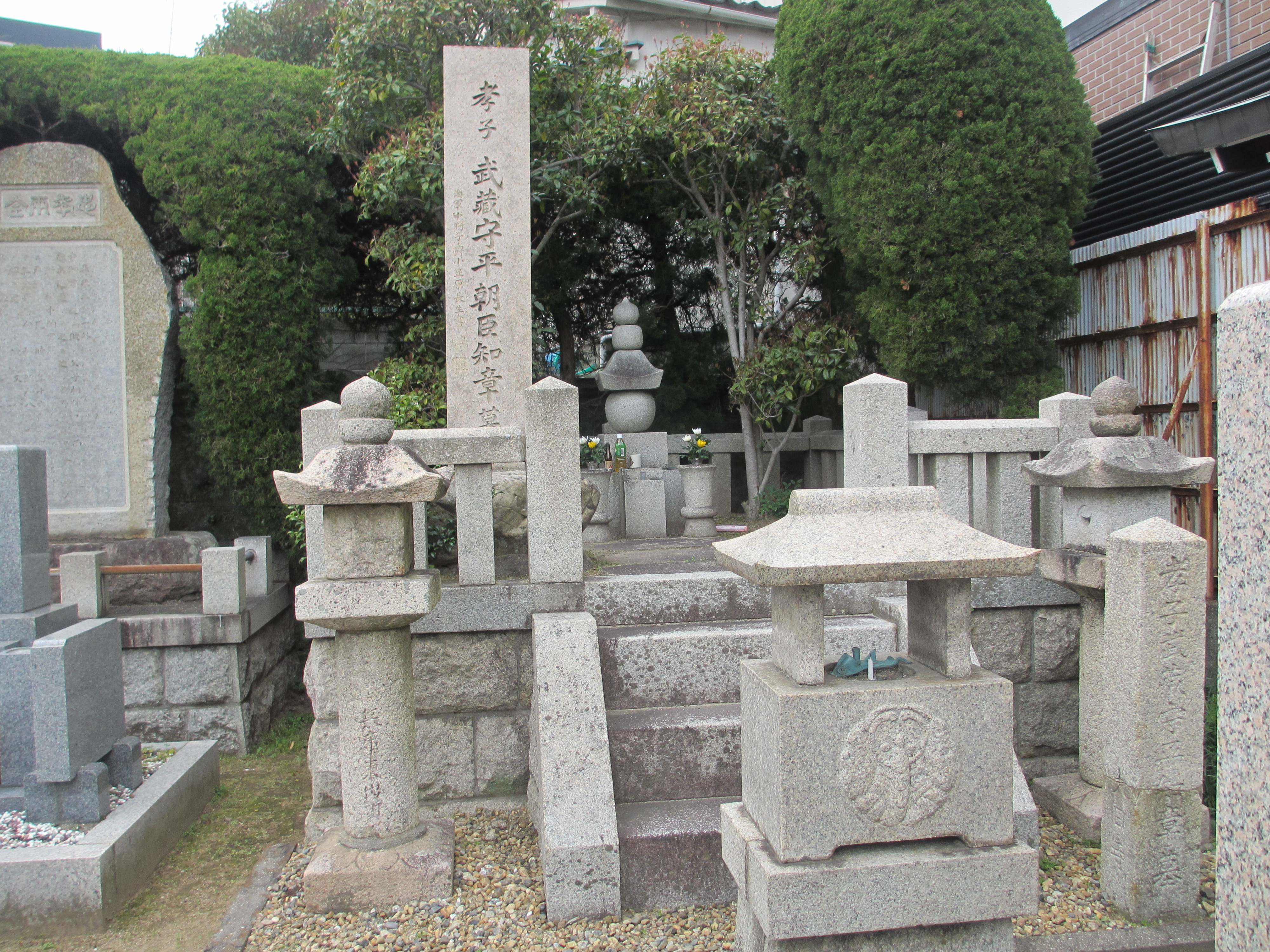
武蔵守平朝臣知章墓（神戸市長田区明泉寺町2‐4‐3）
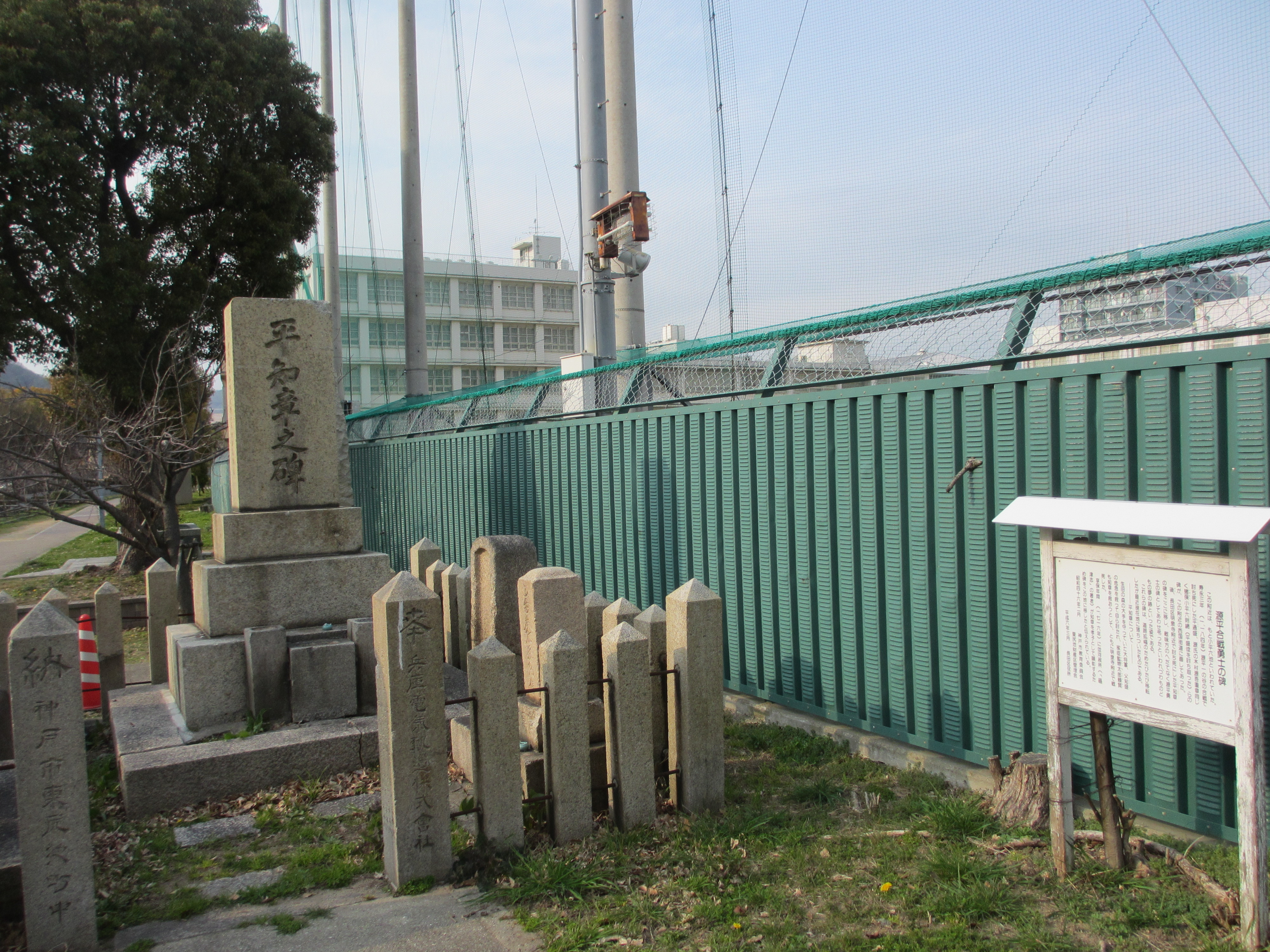
平知章之碑（源平合戦勇者の碑の内、最寄地下鉄長田駅）